# 猿の惑星
『猿の惑星』（さるのわくせい、La Planète des singes）は、フランスの小説家ピエール・ブールによるSF小説。1963年発表。アメリカで制作された同名の映画の原作である。

## あらすじ
恒星間航行が当たり前になった時代。どこかの惑星の住人である一組の夫婦が、宇宙空間の遊覧飛行を楽しんでいると、一通の通信文が入った容器を偶然にも拾い上げる。そこには地球の言葉で以下のような奇妙な記録が残されていた。
太陽系内の探査をほぼ達成した人類は、史上初の恒星間航行に進出した。目的地は地球から300光年先のベテルギウス。宇宙船の船内時間で2年間、地球時間で300年を経て宇宙飛行士たちが到着したのは、高い知能を持った猿（類人猿）が知性の劣る原始的な人類を狩る惑星ソロールであった。唯一の生存者であるフランス人の新聞記者ユリッス・メルーは、猿たちから他の人間と同様の野生動物と思われて檻に入れられ、実験動物として扱われる。しかし、自身にも猿と同様の高度な知的能力や抽象的思考力があることを示して誤解を解き、彼らの言語も覚えてようやく仲間入りに成功した。
猿たちとの共同生活を送るうち、やがてユリッスはこの星の奇妙な事実を知る。資料に残された猿たちの歴史が異常に短く、また、彼らは誰も自分たちの起源を正確に把握してはいない。史上初めて実施された古代遺跡の発掘調査に同行すると、偶然ボロボロになった一体の人形を発見する。それは人間の少女をかたどった“猿の言葉を喋る”人形だった。これらの事実からユリッスは、かつてはこの星も人類が支配していたが、何らかの理由で猿に取って代わられてしまったと推測する。一方で猿たちも、猿が賢く人類が愚かだという関係性が崩れるかもしれないとの強い衝撃を受け、次第にユリッスを危険視し始める。もはやこの星には居られないと判断したユリッスは、妻となった人間の女性とともに猿の打ち上げる人工衛星に潜伏してソロールの周回軌道上で待機していた自身の宇宙船に戻り、無事に地球へと帰還した。
だが、600年以上も先の未来の地球に降り立ったユリッスを出迎えた男性は、ゴリラの姿だった。地球でも同様に猿と人間の地位が既に逆転してしまっていたのだ。ユリッスは家族と平穏に暮らせる新天地を目指し、再び地球を旅立つ。その最中に、地球の二の舞となる惑星が今後は現れないことを望み、自身の冒険を記した手記を宇宙空間へ託したのだった。
この記録を読み終えた夫婦は、その情感あふれる内容に深く心を揺さぶられながらも、「人間が高い知能を持っているなんてありえない」と一笑に付す。なぜなら、彼らも猿だったからだ。

## 反響
それまでに類を見ない設定とストーリー展開、および人間社会への辛辣な風刺を込めた作風は高く評価されている。その結末は、ロッド・サーリングの脚本によるハリウッド映画らしい視覚に訴えるものと異なった内容になっている。
地球の類人猿と同じように、猿の惑星にもゴリラ・オランウータン・チンパンジーが存在し、ゴリラは体が大きく体力もあり行動的で単純、オランウータンは記憶力などに優れて決まりきった仕事には有能であるが創造性に乏しい、チンパンジーは小柄であるが知的で発展的であるなどの性格が描かれ、地球上の人種に対するステレオタイプな見方がパロディのように投影されている。
町山智浩は、ブールが第二次世界大戦の最中に日本軍占領下の中国や東南アジアに潜入していた時、仏領インドシナにて有色人種の現地人を使役していたところ、同じ有色人種の日本軍に捕まり、収容所に1年半拘束され、立場の逆転を味わった苦い経験を基に描かれたとしている。
それまで西部劇で描かれてきたインディアンを悪者とする白人至上主義的な勧善懲悪に代わり、「白色人種の新たなカタルシスとしてシリーズ化された映画」とも見られている。
2019年4月、中国科学院とノースカロライナ大学によって人間の脳に関わる遺伝子を猿に移植したところ、野生のサルの知能を上回ったとする共同研究が発表された際には、「『猿の惑星』を彷彿させる」として国際的に物議を醸した。

## 日本語訳
日本語訳は、1968年（昭和43年）4月の映画版日本公開に合わせ、同年2月に早川書房から小倉多加志訳が、同年7月に東京創元新社（現在の東京創元社）から大久保輝臣訳が出版された。
東京創元新社版の訳者である大久保輝臣は、当時の事情を巻末に収録の「訳者あとがき」で、日本語訳翻訳権は東京創元新社が独占所有しているはずなのに、早川書房が出版しえたのは「奇怪であると言うほかない」とし、早川書房版は「英語版からの重訳であることが明らか」で、英語版に起因する誤訳や脱落が散見されることや、大久保自身の都合で出版が早川書房に先んじられてしまったことを記している。
その後も両社による併売は続けられているが、東京創元社が大久保輝臣訳を重版しているのに対し、早川書房は2000年（平成12年）2月に仏文学翻訳家の高橋啓による新訳で再出版している。
- 小倉多加志訳．東京，早川書房，1968年（昭和43年）2月，212p.，（ハヤカワ・ノヴェルズ），NCID:BN10837304．
- 大久保輝臣訳．東京，東京創元新社，1968年（昭和43年）7月，246p.，（創元SF文庫632-01），ISBN 978-4-488-63201-4．
- 高橋啓訳．東京，早川書房，2000年（平成12年）2月，287p.，（ハヤカワ文庫SF1300），ISBN 978-4-15-011300-1．

## 翻案
20世紀フォックス社は、『猿の惑星』の直接的な映画化を2度行なっている。1つめは1968年に公開された『猿の惑星』で、フォックスはその後の1970年代に『続・猿の惑星』から『最後の猿の惑星』まで同作の続編を計4本公開した。2つめは2001年に公開された『PLANET OF THE APES/猿の惑星』で、こちらの方がより原作に忠実なものとなっている。さらに2011年、フォックスは新たにリブートとして『猿の惑星: 創世記』を公開した。
映画以外のメディアにおける『猿の惑星』の翻案としては、1974年に放送された20世紀フォックス製作のテレビドラマや、その翌年に放送されたアニメシリーズがあり、さらに、これらに付随してノベライズやコミカライズが多数発表されている。